# Darija Škunca Klanac
Darija Škunca Klanac (Novalja, 1942.) je hrvatska pjesnikinja. Djeluje u iseljeništvu.
U njenom je pjevu osjetna i neka temeljna naša prikraćenost za tolika ovozemaljska dobra koju kompenzira svijet iskrenih, jednostavnih i tako naravnih osjećaja, te se kojiput čini da su povremeni boravci u zavičaju boravci među počelima svijeta, povratci u Iskon.